# チェルシーの朝
「チェルシーの朝」（Chelsea Morning）は、カナダのシンガーソングライター、ジョニ・ミッチェルが作詞作曲した楽曲。ミッチェル自身のバージョンは1969年に発表された。

## 概要

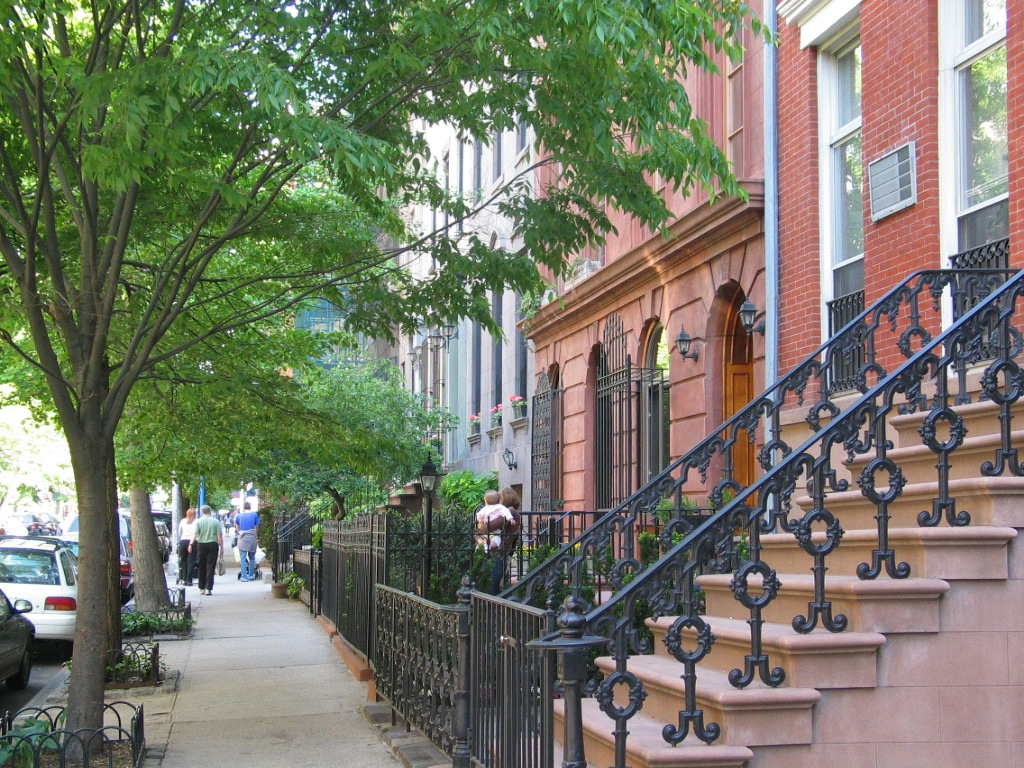
チェルシーの街並み（ニューヨーク市）

本作品は1967年にはすでに書き上げられていた。フォーク歌手のデイヴ・ヴァン・ロンクが同年に発表したアルバム『Dave Van Ronk and the Hudson Dusters』に収録されている。
翌1968年6月、フェアポート・コンヴェンションのデビュー・アルバム『Fairport Convention』に収録される。また同じ年に発表されたジェニファー・ウォーンズのデビュー・アルバム『I Can See Everything』にも収録された。
1969年4月、ジュディ・コリンズがシングルとして発表。コリンズのバージョンはビルボードのイージーリスニング・チャートで25位を記録。ビルボード・Hot 100では78位を記録した。
ここでようやくミッチェル自身が吹き込んだレコードが発表される。同年5月発売のセカンド・アルバム『青春の光と影』に収録された。
グリーン・ライト・サンデーのシングル（1970年）とセルジオ・メンデス&ブラジル'66のシングル（1970年）が、ビルボードのイージーリスニング・チャートでそれぞれ4位、21位を記録している。

## 備考
- 1965年、「ジョニ・アンダーソン」という名前で活動していたジョニはトロントでチャック・ミッチェルというアメリカ人のフォーク・シンガーと出会い、結婚する。デトロイトで音楽活動を続けるが二人は1967年に初めに離婚。そこから彼女が移り住んだのが、ニューヨーク市マンハッタン区の南西部に位置するチェルシーだった[3]。

- 元アメリカ合衆国大統領ビル・クリントンとヒラリー・クリントン夫妻の一人娘であるチェルシー・クリントン（1980年生まれ）の名前は本作品に由来する。ヒラリーによれば、1969年にコリンズの歌う「チェルシーの朝」を聴いたときビル・クリントンはこう言ったという。「もし我々に娘ができたら名前はチェルシーにしよう」[4][5][6]